# RUS Solrézienne
US Solrézienne is een Belgische voetbalclub uit Solre-sur-Sambre. De club is aangesloten bij de KBVB met stamnummer 6876 en heeft blauw en wit als kleuren.

## Geschiedenis
De club werd halverwege de jaren 60 opgericht en ging in de Henegouwse provinciale reeksen spelen.
In het begin van de 21ste eeuw promoveerde de club van Derde naar Tweede Provinciale. In 2008 behaalde men de titel in Tweede Provinciale en steeg men naar het hoogste provinciale niveau. De volgende jaren eindigde US Solrézienne vlot in de middenmoot in Eerste Provinciale. In 2013 eindigde men op een tweede plaats en mocht men deelnemen aan de promotie-eindronde, waar men echter werd uitgeschakeld door Gosselies Sports. Een jaar later, in 2014, werd US Solrézienne uiteindelijk kampioen in Eerste Provinciale. De club promoveerde zo voor het eerst in haar bestaan naar de nationale reeksen. Na een seizoen degradeerde de club opnieuw naar Eerste Provinciale, na verlies in de degradatie-eindronde.